# 2020 no futebol
Esta é uma lista de eventos relacionados ao futebol das principais competições do mundo durante o ano de 2020.
Várias competições de futebol foi postergadas ou canceladas devido à Pandemia do COVID-19. No dia 13 de março de 2020, a FIFA anunciou que os clubes não seriam obrigados a liberar os seus jogadores paras as seleções durante as janelas internacionais de março e abril de 2020, como também os jogadores tinham o direito de recusar convocações sem qualquer prejuízo.
Em abril de 2020, a FIFA anunciou que a Copa do Mundo de Futebol Feminino Sub-20 de 2020 e Copa do Mundo de Futebol Feminino Sub-17 de 2020 seriam postergadas e remarcadas.

## América do Sul (CONMEBOL)

### Campeonatos Nacionais
| País      | Campeão                                                  | Título | Última conquista  |
| --------- | -------------------------------------------------------- | ------ | ----------------- |
| Argentina | Boca Juniors                                             | 34º    | 2017-18           |
| Bolívia   | A – Always Ready                                         | 3º     | 1957              |
| Bolívia   | Torneio Clausura cancelado devido à Pandemia do COVID-19 |        |                   |
| Brasil    | Flamengo                                                 | 7º     | 2019              |
| Chile     | Universidad Católica                                     | 15º    | 2019              |
| Colômbia  | América de Cali                                          | 15º    | 2019 Finalización |
| Equador   | Barcelona                                                | 16º    | 2016              |
| Paraguai  | A – Cerro Porteño                                        | 33º    | 2017 Clausura     |
| Paraguai  | C – Olimpia                                              | 45º    | 2019 Clausura     |
| Peru      | Sporting Cristal                                         | 20º    | 2018              |
| Uruguai   | Nacional                                                 | 49º    | 2019              |
| Venezuela | Deportivo La Guaira                                      | 1º     | —                 |

### Copas Nacionais
| País      | Torneio             | Campeão                                         | Título | Última conquista |
| --------- | ------------------- | ----------------------------------------------- | ------ | ---------------- |
| Argentina | Copa Argentina      | Boca Juniors                                    | 4º     | 2014–15          |
| Argentina | Copa Superliga      | Torneio cancelado devido à Pandemia do COVID-19 | –      | –                |
| Argentina | Copa da Liga        | Boca Juniors                                    | 1º     | –                |
| Brasil    | Copa do Brasil      | Palmeiras                                       | 4º     | 2015             |
| Brasil    | Supercopa do Brasil | Flamengo                                        | 1º     | –                |
| Brasil    | Copa do Nordeste    | Ceará                                           | 2º     | 2015             |
| Brasil    | Copa Verde          | Brasiliense                                     | 1º     | –                |
| Chile     | Copa Chile          | Torneio cancelado devido à Pandemia do COVID-19 | –      | –                |
| Colômbia  | Copa Colômbia       | Independiente Medellín                          | 3º     | 2019             |
| Colômbia  | Superliga Colômbia  | Junior Barranquilla                             | 2º     | 2019             |
| Equador   | Copa Ecuador        | Torneio cancelado devido à Pandemia do COVID-19 | —      | —                |
| Paraguai  | Copa Paraguai       | Torneio cancelado devido à Pandemia do COVID-19 | —      | —                |
| Peru      | Copa Peru           | Torneio cancelado devido à Pandemia do COVID-19 | —      | —                |
| Uruguai   | Supercopa Uruguai   | Liverpool                                       | 1º     | —                |
| Venezuela | Copa Venezuela      | Torneio cancelado devido à Pandemia do COVID-19 | —      | —                |

### Continentais
| Campeonato                   | Campeão            |
| ---------------------------- | ------------------ |
| Copa Libertadores da América | Palmeiras          |
| Copa Sul-Americana           | Defensa y Justicia |
| Recopa Sul-Americana         | Flamengo           |
| Copa Libertadores Feminino   | Ferroviária        |

## Europa (UEFA)

### Nacionais
| País                 | Campeão                                          | Título | Última conquista |
| -------------------- | ------------------------------------------------ | ------ | ---------------- |
| Albânia              | Tirana                                           | 25º    | 2008–09          |
| Alemanha             | Bayern de Munique                                | 30º    | 2018–19          |
| Andorra              | Inter Club d'Escaldes                            | 1º     | —                |
| Armênia              | Ararat-Armenia                                   | 2º     | 2018–19          |
| Áustria              | Red Bull Salzburg                                | 14º    | 2018–19          |
| Azerbaijão           | Qarabağ                                          | 8º     | 2018–19          |
| Bélgica              | Brugge                                           | 16º    | 2017–18          |
| Bielorrússia         | Shakhtyor Salihorsk                              | 2º     | 2005             |
| Bósnia e Herzegovina | Sarajevo                                         | 5º     | 2018–19          |
| Bulgária             | Ludogorets Razgrad                               | 9º     | 2018–19          |
| Cazaquistão          | Kairat                                           | 3º     | 2004             |
| Chipre               | Torneio abandonado devido à Pandemia do COVID-19 | –      | –                |
| Croácia              | Dinamo Zagreb                                    | 21º    | 2018–19          |
| Dinamarca            | Midtjylland                                      | 3º     | 2017–18          |
| Escócia              | Celtic                                           | 51º    | 2018–19          |
| Eslováquia           | Slovan Bratislava                                | 10º    | 2018–19          |
| Eslovênia            | Celje                                            | 1º     | –                |
| Espanha              | Real Madrid                                      | 34º    | 2016–17          |
| Estônia              | FC Flora                                         | 13º    | 2019             |
| Finlândia            | HJK                                              | 30º    | 2018             |
| França               | Paris Saint-Germain                              | 9º     | 2018–19          |
| Geórgia              | SK Dinamo Tbilisi                                | 18º    | 2018-19          |
| Gibraltar            | Torneio abandonado devido à Pandemia do COVID-19 | –      | –                |
| Grécia               | Olympiacos                                       | 45º    | 2016–17          |
| Holanda              | Torneio abandonado devido à Pandemia do COVID-19 | –      | –                |
| Hungria              | Ferencváros                                      | 31º    | 2018–19          |
| Ilhas Faroe          | Havnar Bóltfelag                                 | 24º    | 2018             |
| Inglaterra           | Liverpool                                        | 19º    | 1989–90          |
| Irlanda              | Shamrock Rovers                                  | 18º    | 2011             |
| Irlanda do Norte     | Linfield                                         | 54º    | 2018–19          |
| Islândia             | Valur                                            | 23º    | 2018             |
| Israel               | Maccabi Tel Aviv                                 | 23º    | 2018–19          |
| Itália               | Juventus                                         | 36º    | 2018–19          |
| Kosovo               | Drita                                            | 3º     | 2017–18          |
| Letônia              | Riga FC                                          | 3º     | 2019             |
| Lituânia             | Žalgiris                                         | 8º     | 2016             |
| Luxemburgo           | Torneio abandonado devido à Pandemia do COVID-19 | –      | –                |
| Macedônia            | Vardar                                           | 11º    | 2016–17          |
| Malta                | Floriana                                         | 26º    | 1992–93          |
| Moldávia             | Sheriff Tiraspol                                 | 20º    | 2019             |
| Montenegro           | Budućnost                                        | 4º     | 2016–18          |
| Noruega              | Bodø/Glimt                                       | 1º     | —                |
| País de Gales        | Connah's Quay Nomads                             | 1º     | —                |
| Polônia              | Légia Varsóvia                                   | 14º    | 2017—18          |
| Portugal             | Porto                                            | 29º    | 2017–18          |
| República Checa      | Slavia Praha                                     | 19º    | 2018–19          |
| Romênia              | CFR Cluj                                         | 6º     | 2018–19          |
| Rússia               | Zenit                                            | 7º     | 2018-19          |
| San Marino           | Tre Fiori                                        | 8º     | 2010–11          |
| Sérvia               | Estrela Vermelha                                 | 31º    | 2018–19          |
| Suécia               | Malmö                                            | 24º    | 2017             |
| Suíça                | Young Boys                                       | 14º    | 2018–19          |
| Turquia              | İstanbul Başakşehir                              | 1º     | –                |
| Ucrânia              | Shaktar Donetsk                                  | 13º    | 2018–19          |

### Continentais
| Campeonato                      | Campeão           |
| ------------------------------- | ----------------- |
| Liga dos Campeões da UEFA       | Bayern de Munique |
| Liga Europa da UEFA             | Sevilla           |
| Supercopa da UEFA               | Bayern de Munique |
| Liga dos Campeões Feminina UEFA | Lyon              |

## África (CAF)
| País                           | Campeão                                          | Título | Último Título |
| ------------------------------ | ------------------------------------------------ | ------ | ------------- |
| África do Sul                  | Mamelodi Sundowns                                | 10     | 2018–19       |
| Angola                         | Torneio abandonado devido à Pandemia do COVID-19 | –      | –             |
| Argélia                        | CR Belouizdad                                    | 7      | 2000–01       |
| Benin                          | Torneio abandonado devido à Pandemia do COVID-19 | –      | –             |
| Botsuana                       | Jwaneng Galaxy                                   | 1      | –             |
| Burkina Fasso                  | Torneio abandonado devido à Pandemia do COVID-19 | –      | –             |
| Burundi                        | Le Messager                                      | 2      | 2017–18       |
| Cabo Verde                     | Torneio abandonado devido à Pandemia do COVID-19 | –      | –             |
| Camarões                       | PWD Bamenda                                      | 1      | –             |
| Chade                          | Gazelle FC                                       | 4      | 2015          |
| Comores                        | Volcan Club                                      | 3      | 1997–98       |
| Congo                          | AS Otôho                                         | 3      | 2018–19       |
| Costa do Marfim                | RC Abidjan                                       | 1      | –             |
| Djibouti                       | GR/SIAF                                          | 1      | –             |
| Egíto                          | Al-Ahly                                          | 42     | 2018–19       |
| Etiópia                        | Torneio abandonado devido à Pandemia do COVID-19 | –      | –             |
| Gabão                          | Torneio abandonado devido à Pandemia do COVID-19 | –      | –             |
| Gâmbia                         | Torneio abandonado devido à Pandemia do COVID-19 | –      | –             |
| Gana                           | Torneio abandonado devido à Pandemia do COVID-19 | –      | –             |
| Guiné                          | Torneio abandonado devido à Pandemia do COVID-19 | –      | –             |
| Guiné-Bissau                   | Torneio abandonado devido à Pandemia do COVID-19 | –      | –             |
| Guiné Equatorial               | Torneio abandonado devido à Pandemia do COVID-19 | –      | –             |
| Ilhas Maurício                 | Torneio abandonado devido à Pandemia do COVID-19 | –      | –             |
| Lesoto                         | Bantu FC                                         | 4      | 2017–18       |
| Libéria                        | Torneio abandonado devido à Pandemia do COVID-19 | –      | –             |
| Madagascar                     | Torneio abandonado devido à Pandemia do COVID-19 | –      | –             |
| Malauí                         | Torneio abandonado devido à Pandemia do COVID-19 | –      | –             |
| Mali                           | Stade Malien                                     | 19     | 2016          |
| Marrocos                       | Raja Casablanca                                  | 12     | 2012–13       |
| Mauritânia                     | FC Nouadhibou                                    | 8      | 2018–19       |
| Moçambique                     | Torneio abandonado devido à Pandemia do COVID-19 | –      | –             |
| Niger                          | Torneio abandonado devido à Pandemia do COVID-19 | –      | –             |
| Nigéria                        | Torneio abandonado devido à Pandemia do COVID-19 | –      | –             |
| Quênia                         | Gor Mahia                                        | 19     | 2018–19       |
| República Centro-Africana      | Torneio abandonado devido à Pandemia do COVID-19 | –      | –             |
| República Democrática do Congo | TP Mazembe                                       | 18     | 2018–19       |
| Ruanda                         | APR                                              | 18     | 2017-18       |
| São Tomé e Príncipe            | Não houve                                        |        |               |
| Senegal                        | Torneio abandonado devido à Pandemia do COVID-19 | –      | –             |
| Seychelles                     | Foresters                                        | 1      | –             |
| Suazilândia                    | Young Buffalos FC                                | 2      | 2009–10       |
| Sudão                          | Al-Merrikh                                       | 21     | 2018–19       |
| Somália                        | Mogadishu City Club                              | 7      | 2015–16       |
| Sudão do Sul                   | Torneio abandonado devido à Pandemia do COVID-19 | –      | –             |
| Tanzânia                       | Simba                                            | 20     | 2018–19       |
| Togo                           | ASKO Kara                                        | 5      | 2006–07       |
| Tunísia                        | Espérance de Tunis                               | 30     | 2018–19       |
| Uganda                         | Vipers                                           | 4      | 2017-18       |
| Zâmbia                         | Nkana                                            | 13     | 2013          |
| Zimbabuê                       | Mlandege FC                                      | 7      | 2002          |

### Continentais
| Campeonato                    | Campeão            |
| ----------------------------- | ------------------ |
| Liga dos Campeões da CAF      | Espérance de Tunis |
| Copa das Confederações da CAF | Zamalek            |
| Supercopa Africana            | Raja Casablanca    |